# محطة توليد طاقة الجر
محطة توليد طاقة الجر أو السحب هي محطات تقوم بتوليد تيار سحب فقط والذي يُستخدم في السكك الحديدية الحديثة والتي تعمل بالجر الكهربائي وتُستخدم أيضًا في سكك الحديد والترولي باص والترام.

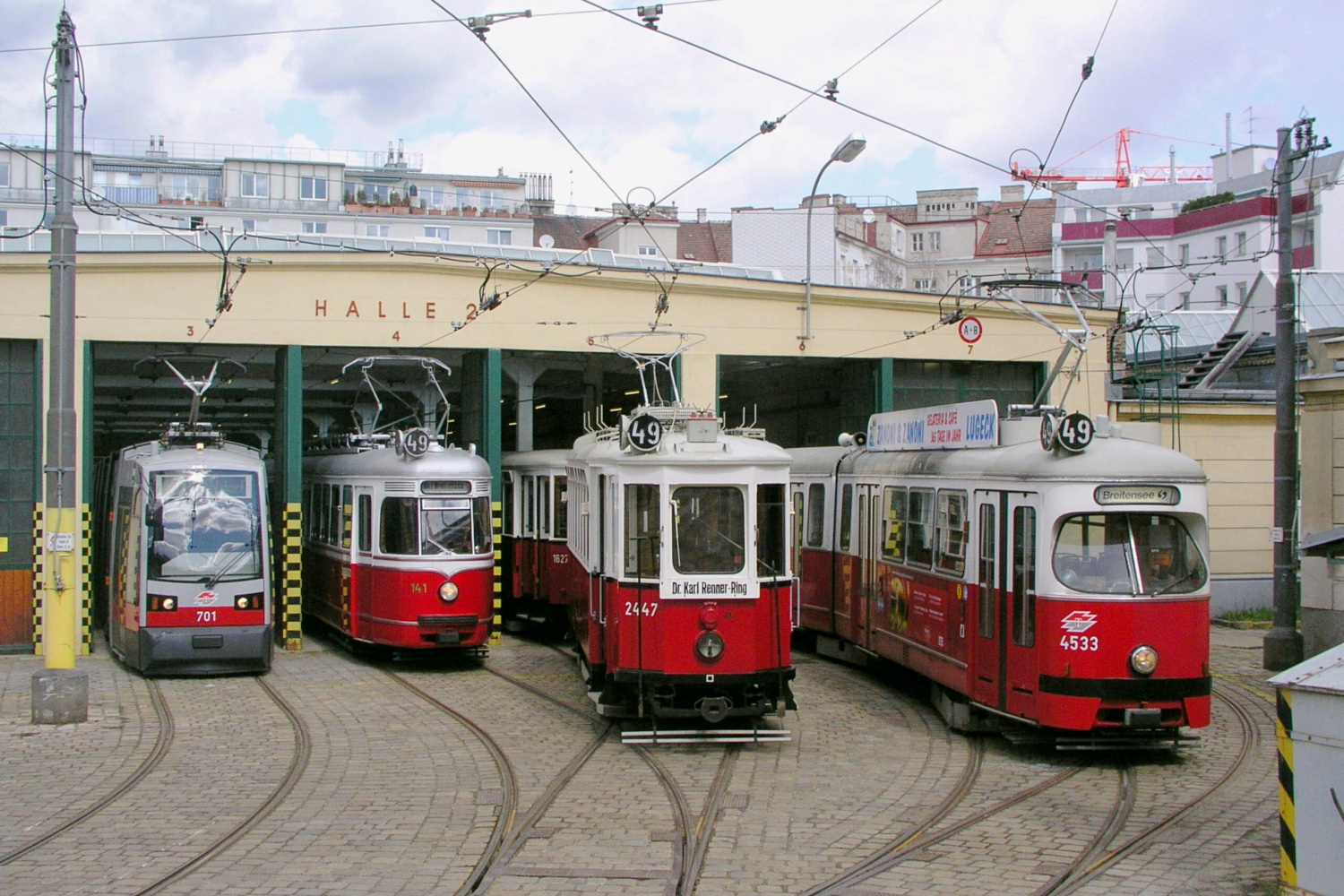
عربات الترام مصفوفة عند المخزن في فيينا.

ويندُر وجود محطات لتوليد طاقة الجر فقط حيث أن هناك محطات لتوليد التيار الكهربائي للأغراض الأخرى مثل التيار المتردد الجيبي ثلاثي الأوجه بالإضافة إلي تيار السحب أو الجر المستخدم في النقل.

## أمثلة

### أستراليا
- محطة فورمر نيوبورت في ملبورن وتقوم بإدارتها شركة فيكتوريان للنقل السككي.

### ألمانيا
- محطة مولدينشتن فانكرافتفيرك في شرق ألمانيا.[1]
- محطة نيكارفزيم النووية حيث تُعد المحطة النووية الوحيدة التي تقوم بتوليد تيار الجر مباشرة بأكبر مولد ذو وجه واحد.
- محطة فالكينسيه المائية في بافاريا.

### المملكة المتحدة
- محطة لوتس روود في تشيلسي في لندن حيث تقوم بتوفير الطاقة لمترو لندن منذ 1905 وحتي 2001.

### الولايات المتحدة
- سد كونووينجو وسد هولتوود القابعين علي نهر سسكويهانا حيث يوفرا تيار جر بتردد 25 هرتز لصالح شركة نورثسيت كوريدور العاملة في النقل السككي في الولايات المتحدة.